# Thorpe Park
Thorpe Park è un parco divertimenti situato nei pressi di Chertsey, nel Surrey, in Inghilterra. La sua superficie si estende per oltre due chilometri e al suo interno ospita 26 attrazioni, nel 2007 ha accolto oltre 1,7 milioni di visitatori diventando il terzo parco di divertimenti del Regno Unito dopo Alton Towers e Pleasure Beach per numero di ospiti.

## Caratteristiche
Il parco è diviso in otto aree tematiche:
- Port Atlantis: ambientata in tema marino in generale, contiene negozi e ristoranti
- Lost City: la più grande area del parco, contiene le attrazioni più famose e più grandi ed è in tema Antica Roma e Maya
- Calypso Quay: area con attrazioni senza particolare tematizzazione
- Canada Creek: il tema portante è quello dei corsi fluviali canadesi nell'epoca della corsa all'oro
- Amity Cove: il tema portante è quello di un villaggio di pescatori
- Ranger County: la più piccola area del parco, ciò che resta del parco originale
- Neptune's Kingdom: vicino a Port Atlantis, ha tematizzazione di Atlantide
- Octopus Garden: organismi sottomarini